# Fem myror är fler än fyra elefanter (TV-serie, 1977)
Fem myror är fler än fyra elefanter var Sveriges Radio-TV:s julkalenderserie år 1977, och baserades på originalserien från 1973–1975. Varje lucka i kalendern motsvarade en bokstav i det svenska alfabetet, men avsnitten och luckorna gick inte i alfabetisk ordning, utan den första bokstaven i kalendern var H. Inslagen om respektive bokstav var hämtade från ursprungsserien och efter inslaget hade man lagt till en del, där Magnus, Brasse och Eva öppnade dagens lucka. För att man skulle hinna med samtliga bokstäver i alfabetet hade kalendern 28 avsnitt (en för varje bokstav) och började redan 27 november, som också var första advent samma år.
Hela Adventskalendern går att se på SVT Play.

## Medverkande
- Magnus Härenstam − Magnus
- Brasse Brännström − Brasse
- Eva Remaeus − Eva
- Monica Zetterlund − berättare

## Papperskalendern
Papperskalendern ritades det året av Owe Gustafson och föreställer ett stort fält där en flod går igenom nertill och ett antal träd, växter och blommor. I bilden finns alla möjliga sorters djur bredvid den bokstav som djuret börjar på.